# Aquarellpapier

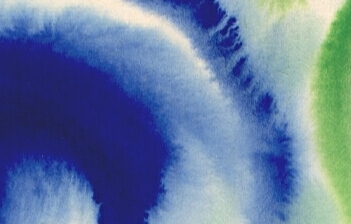
Abb. 3: Laviertechniken in einem Aquarell (Ausschnitt)

Aquarellpapier ist ein Papier, das für die künstlerische Technik der Aquarellmalerei (dem Malen mit Wasser vermischbaren Pigmenten) optimiert ist; es kann aber auch für andere Zeichentechniken verwendet werden. Das Papier muss entsprechend Wasserfarben gut aufnehmen und darf nicht durchschlagen, gleichzeitig muss es radierbar sein.

## Eigenschaften

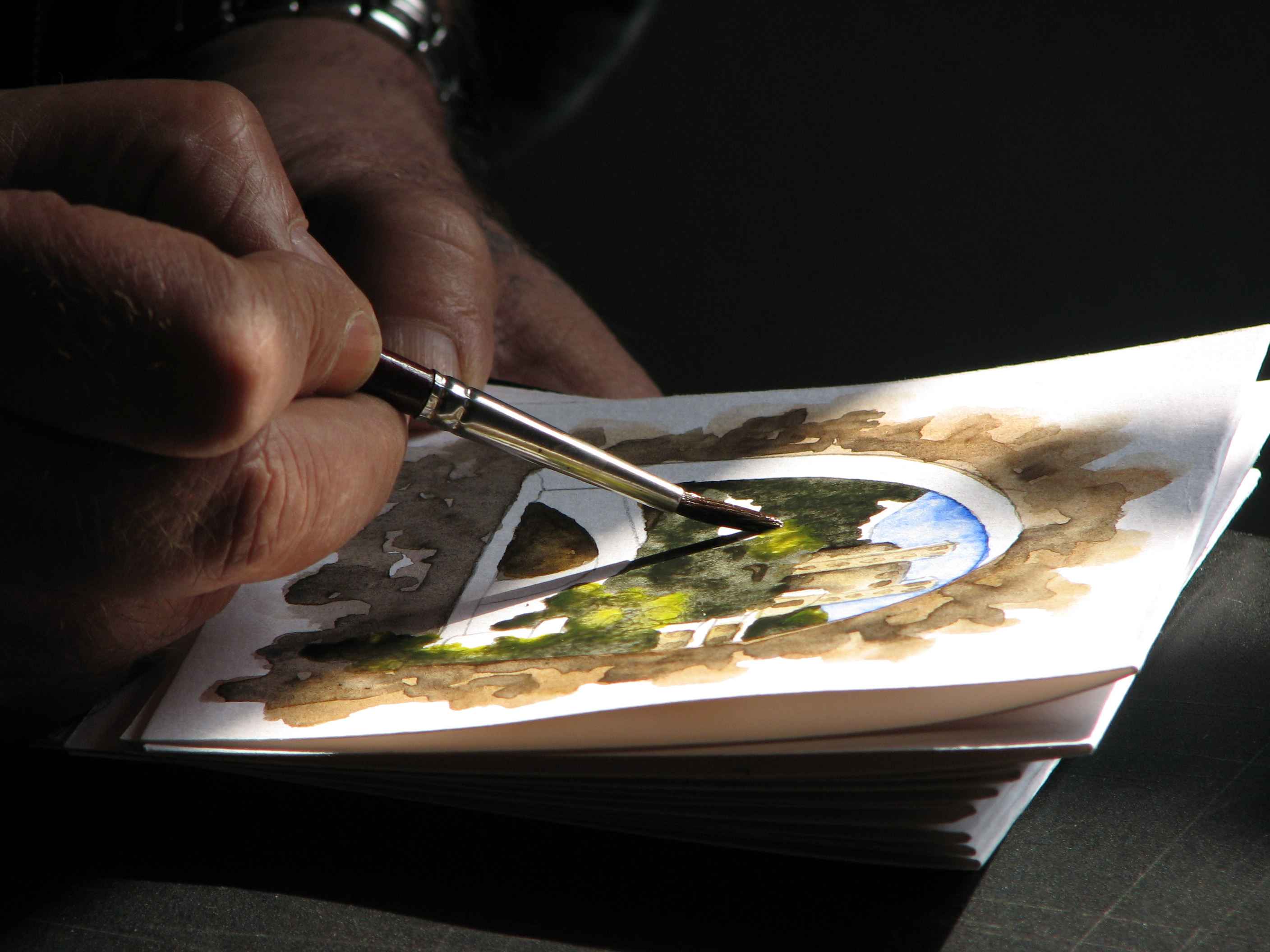
Ein Künstler malt auf dickem Aquarellpapier

Aquarellpapier ist holzfrei und wird teilweise oder auch ganz aus Hadern gefertigt. Die Grammatur von Aquarellpapieren liegt zwischen 120 g/m² bis zu 850 g/m². Die Papiere werden als Bogen, Block oder als Rollenware gefertigt und verkauft.
Meist handelt es sich bei Aquarellpapieren  um gestrichene Papiere. Es gibt verschiedene Oberflächen, die eine unterschiedliche Anmutung der Malerei ergeben:
- Satiniert – glatt, auch hot press genannt
- Feinkorn – auch matt oder cold press genannt
- Grobkorn – auch rau oder cold press genannt
- Torchon hat eine Oberflächenstruktur, die man am ehesten als grobe Leinenstruktur bezeichnen kann.

## Belege
1. 1 2  Verband Deutscher Papierfabriken e.V.: Papier-ABC. Verband Deutscher Papierfabriken e.V., 2005.